# Ministry of Foreign Affairs and Trade
Das Ministry of Foreign Affairs and Trade (MFAT), in Maori Manatū Aorere, ist ein Ministerium und Public Service Department (Behörde des öffentlichen Dienstes) in Neuseeland, das für die Außenpolitik und den Außenhandel des Landes zuständig ist.

## Minister
Das Ministerium wird von zwei Ministern geführt und kontrolliert, zum einen vom Minister of Foreign Affairs und zum anderen vom Minister for Trade.

## Aufgaben und Ziele
Das Ministerium, das Außenposten in 53 Ländern der Welt hat, versteht sich als der Hauptbeauftragte der neuseeländischen Regierung für die Verfolgung der Interessen des Landes und die internationale Vertretung Neuseelands und leitet das diplomatische Netzwerk der Regierung. Die Missions- und Amtsleiter haben den formellen Auftrag, den Staat zu vertreten.
Dabei stellt sich das Ministerium als Fachberater der Regierung für Außen-, Handels- und Entwicklungspolitik, als internationaler Rechtsberater und Verhandlungsführer der Regierung zur Verfügung. Auch ist es für die internationale Entwicklungszusammenarbeit und für die Bereitstellung konsularischer Dienstleistungen für Neuseeländer in Übersee verantwortlich.
Als Ziel wird allesamt formuliert, neuseeländischen Staatsbürgern durch die Aktivitäten des Ministeriums mehr Sicherheit zu geben und wohlhabender zu machen.